# Tadeusz Kamiński (ksiądz)
Tadeusz Kamiński (ur. 13 kwietnia 1894 w Uniejewie, zm. 19 kwietnia 1967 w Cieksynie) – polski kapłan katolicki, działacz harcerski.

## Życiorys
Pochodził z rodziny rolniczej. Do Seminarium Duchowego w Płocku wstąpił w 1913. Święcenia kapłańskie przyjął 19 czerwca 1919 z rąk biskupa Antoniego Juliana Nowowiejskiego. Był wikariuszem w parafiach Sierpc (1919–1920) i Przasnysz (1920-1926), prefektem szkół w Przasnyszu (1920–1932), proboszczem w Czernicach Borowych (1930-1945), administratorem w parafiach Biała i Brwilno (1945), proboszczem parafii Cieksyn (od 1945). 
W Przasnyszu był drużynowym Męskiej Drużyny Harcerskiej im. Księcia Józefa Poniatowskiego, założył również drużynę żeńską im. Królowej Jadwigi oraz pisemko harcerskie „Kukułka”. Lubił pracować z młodzieżą, po objęciu probostwa w Czernicach jeszcze przez dwa lata dojeżdżał do Przasnysza na zajęcia jako prefekt. 27 października 1939 został aresztowany przez Niemców i uwięziony w Przasnyszu. Zwolniony w styczniu 1940, jakiś czas przebywał w Czernicach, a następnie, dowiedziawszy się o możliwości ponownego aresztowania, ukrywał się do końca wojny. 
Jako proboszcz w Cieksynie sprawił nowe organy, odremontował i wyposażył kościół, pobudował plebanię, otoczył nowym ogrodzeniem cmentarz grzebalny. Doceniała go władza kościelna – był wicedziekanem dekanatu nasielskiego, kanonikiem honorowym (1956), następnie gremialnym (1960) kapituły pułtuskiej. W 1965 biskup Bogdan Marian Sikorski wyjednał mu szambelanię papieską. Zmarł w wyniku komplikacji po operacji prostaty. Pochowany w Cieksynie na cmentarzu parafialnym.